# Mouvement de la Téhia
 (décembre 2019).
 (décembre 2019).
- Si vous ne connaissez pas le sujet, laissez ce bandeau (vous pouvez alors contacter les auteurs).
- Si vous supprimez le contenu mis en cause (vous pouvez préalablement contacter les auteurs),

argumentez précisément cette suppression dans la page de discussion
(un manque de référence n'est pas un argument ; une recherche réelle de référence doit avoir été effectuée, être formellement documentée).
Le Mouvement de la Tehia (ou Té'hiya) 1880-1920) est un courant culturel et politique juif né en Europe orientale (Pologne, Russie) né en réaction au Mouvement de la Haskala. Il a été facilité par le fait que les Juifs y constituaient une nationalité parmi d'autres et avaient maintenu leurs langues (yiddish mais aussi hébreu).

## Histoire
Rejetant les idéaux d'universalisme et d'acculturation de la Haskala, le Mouvement de la Tehia (hébreu : תחיה, renouveau),a prôné un nationalisme juif notamment culturel. Il a est né dans un contexte marqué par :
- l'essor du nationalisme européen (seconde moitié du XIXe siècle). Certains de ces mouvements qui prônaient l'exaltation du peuple et de l'esprit national ont débouché sur la reconnaissance politique et l'indépendance de leur peuple (Serbes; Bulgares);
- les pogroms russes et la montée de l'antisémitisme en Europe qui ont fait prendre conscience que la diffusion de l'éducation ne modifie pas l'hostilité envers les Juifs;
- l'essor du Sionisme,  une partie des Juifs européens arrivant à la conclusion qu'ils n'avaient pas d'avenir dans leur pays de résidence à cause de la montée de l'antisémitisme.

L'historien Simon Doubnov (1860-1941) avait une approche distincte des mouvements idéologiques juifs de son époque: l'autonomie culturelle du peuple juif qu'il préconisait l'éloignait à la fois de la Haskala, du Sionisme, du Bundisme et de l'assimilationnisme. Quoique admirateur des Lumières et partisan des droits civiques et nationaux des Juifs, il revendique une autonomie culturelle dans la diaspora. Ahad Haam (1856-1927) a estimé que l'existence de la culture juive était menacée par l'assimilation; il estimait que le foyer national juif pouvait être un refuge culturel pour une minorité (se séparant ainsi du sionisme politique). Cette doctrine, dite "autonomisme juif", a été adoptée par des partis juifs tels que le Folkspartei (Parti du peuple Juif) notamment fondé après les pogroms de 1905 par Simon Dubnov (paticipant à des élections en Pologne et en Lituanie). Après la Shoah cette doctrine a pratiquement disparu de la philosophie juive.

## Homonyme
Ne pas confondre avec le parti politique israélien Tehiya co-fondé en 1979 par Gueoulah Cohen  qui quitta le Likoud en désaccord avec les Accords de Camp David (1978). Ce parti de droite s'est d'abord appelé Banai, puis a été renommé  Tehiya-Banai, puis Tehiya.